# Klasy wierności
Klasy wierności – wskaźnik stosowany w badaniach ekologicznych do oceny częstości i gęstości występowania gatunku w danym zbiorowisku.

## Zastosowanie w analizach zoocenotycznych
Wskaźnik wierności stosowany jest w zoocenologicznych do opisu zoocenozy.
W badaniach hydroentomologicznych wyróżniane są zazwyczaj trzy klasy wierności z końcówkami:
- -bionty (krenobionty, limnebionty, stygobionty itd.) gatunki żyjące prawie wyłącznie w danym typie środowiska czy siedliska,
- -file (krenofile, limnefile, reofile), gatunki preferujące dane środowisko, często w nim występujące, ale spotykane także licznie w innych środowiskach, siedliskach,
- -kseny (krenokseny, limnekseny), gatunki przypadkowe w danym środowisku, preferujące inne typy siedlisk.

Gatunki z określeniami -bionty i -kseny zaliczyć można do gatunków o węższej walencji ekologicznej (specjaliści), zaś -file do gatunków bardziej eurytopowych (szersza walencja ekologiczna).
Teoretycznie można także wykorzystać końcówkę -foby dla gatunków unikających danego środowiska (odnosi się bardziej do unikania konkretnego czynnika, np. fotofoby). Nie pasuje jednak do w miarę spójnego systemu przedstawionego wyżej.
Sprawą zasadniczą pozostaje uznanie zgrupowań za poziomy organizacji ekologicznej (jak w fitosocjologii zbiorowiska) lub też przypadkowe (uwarunkowane unikatowymi zestawami czynników środowiskowych i procesów demograficznych) i stosunkowo niepowtarzalne grupy gatunków.
Przykłady: saprobionty, krenofile, krenokseny, potamobionty, acydofile, hylobionty itd.
W ekologii stosowany jest podobny podział gatunków różniących się występowaniem w siedliskach czy preferencjami ekologicznymi. Końcówka jest stała (-fil), różnicujący jest rdzeń słowa, nawiązujący do siedliska, na przykład hydrofil, semihydrofil, geofil, kserofil, lignifil (na przykład zastosowany w podziale na ekologiczne typy larw Tabanidae). W odróżnieniu od klas wierności określenia wskazują na preferencje siedliskowe, a nie stopień związania z danym siedliskiem.

## Zastosowanie w fitosocjologii
Wierność jest jednym z najważniejszych konceptów w metodzie Brauna-Blanqueta i określa zagęszczenie gatunku w danym zbiorowisku roślinnym. W fitosocjologii określa się ją poprzez porównanie stałości, ilościowości, towarzyskości i żywotności gatunku we wszystkich zbiorowiskach roślinnych znajdujących się na badanym obszarze. Jest ona wynikiem różnych właściwości, wymagań środowiskowych oraz tolerancji ekologicznej poszczególnych gatunków. Na podstawie wierności gatunku można określić czy dany gatunek jest gatunkiem charakterystycznym, wyróżniającym, towarzyszącym czy przypadkowym w danym syntaksonie. 